# ペレスラヴリ・ザレスキー
座標: 北緯56度44分 東経38度52分 / 北緯56.733度 東経38.867度

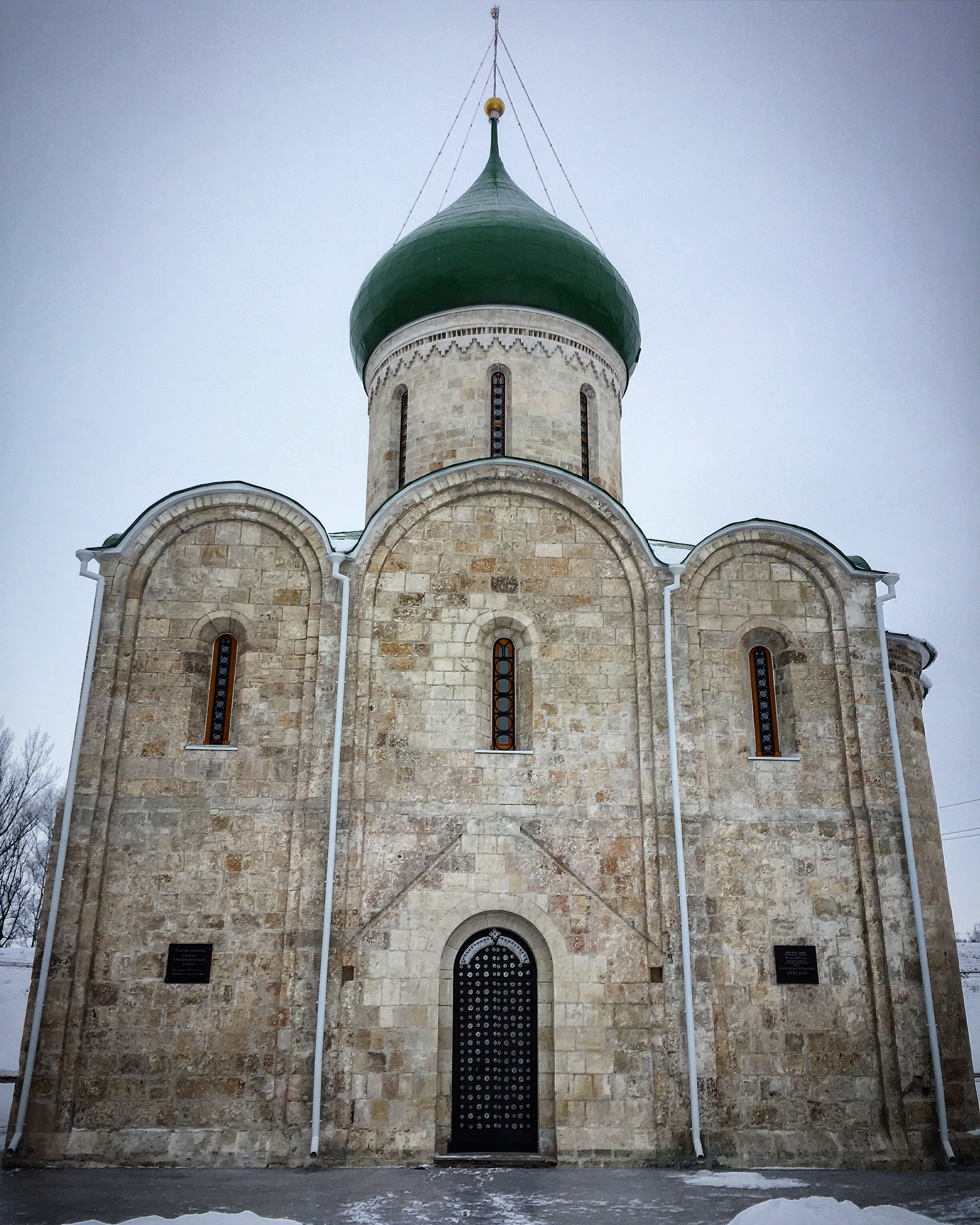
ペレスラヴリ・ザレスキーのクレムリン跡に残るこの町最古の聖堂、救世主顕栄大聖堂。アレクサンドル・ネフスキーが洗礼を受けたことでも有名

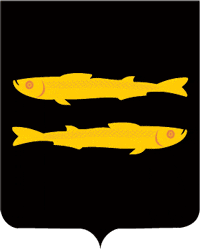
ペレスラヴリ・ザレスキーの紋章

ペレスラヴリ・ザレスキー（ロシア語: Пересла́вль-Зале́сский；「森の向こうのペレスラヴリ」）は、ロシアのヤロスラヴリ州にある古都。人口は3万7738人（2021年）。モスクワの北東140km、州都ヤロスラヴリの南西123km、プレシチェーヴォ湖の南東岸にあり、近くにはトルベジ川の河口がある。20km南にはヤロスラヴリ州とヴラジーミル州の州境が走り、町の37km南にはアレクサンドロフ、42km南西にはストルニノ、47km南にはカラバノヴォなど、ヴラジーミル州の都市が近い。かつて、フィン・ウゴル系の氏族メリャが栄えた場所の一つ。

## 歴史
1152年にユーリー・ドルゴルーキーが北東ルーシの森に覆われたザリエーシェ地方（Zalesye）の中心地とすべく、この地に要塞を建設した。当時はキエフ・ルーシの町ペレヤスラヴリと区別するため、「森の後ろ」を意味するザレスキーの語をつけてペレヤスラヴリ・ザレスキーと呼ばれていたが、16世紀頃からペレスラヴリ・ザレスキーに代わった。
1175年から1302年まではペレヤスラヴリ公国の首都であったが、1302年にモスクワ大公国に併合された。13世紀半ばのモンゴル帝国のルーシ侵入を皮切りに、ペレヤスラヴリ・ザレスキーは15世紀前半まで何度もタタール人の攻撃を受け荒廃した。1611年から1612年には、ロシア・ポーランド戦争によりポーランド軍による略奪に苦しめられ、その度に再建を強いられた。このため、異なった時代の聖堂建築がこの街には見られる。
1688年から1693年にかけて、まだ親政を行っておらず仲間たちとの軍事演習ごっこに明け暮れていたピョートル大帝は、プレシチェーヴォ湖に自らの楽しみのために小さな船による艦隊を浮かべた。これが後に彼が組織するロシア海軍の基礎と考えられている。現在、町の博物館にはこの時の船の一隻が保存・展示され、ロシア最初の「艦隊」の様子を伝えている。
1708年、ペレスラヴリ・ザレスキーはモスクワ県の一部となった。1894年にはウラジーミル・レーニンが近郊の村を訪れ論文を書いている。18世紀から始まった紡績産業の勃興により現在見るような街並みが形成されたが、その後のモスクワ=ヤロスラヴリ間の鉄道はこの町から離れて敷設され、ソビエト連邦時代もあまり工業化されなかったため、今でも18世紀から19世紀の街並みが残っている。

## 見どころ

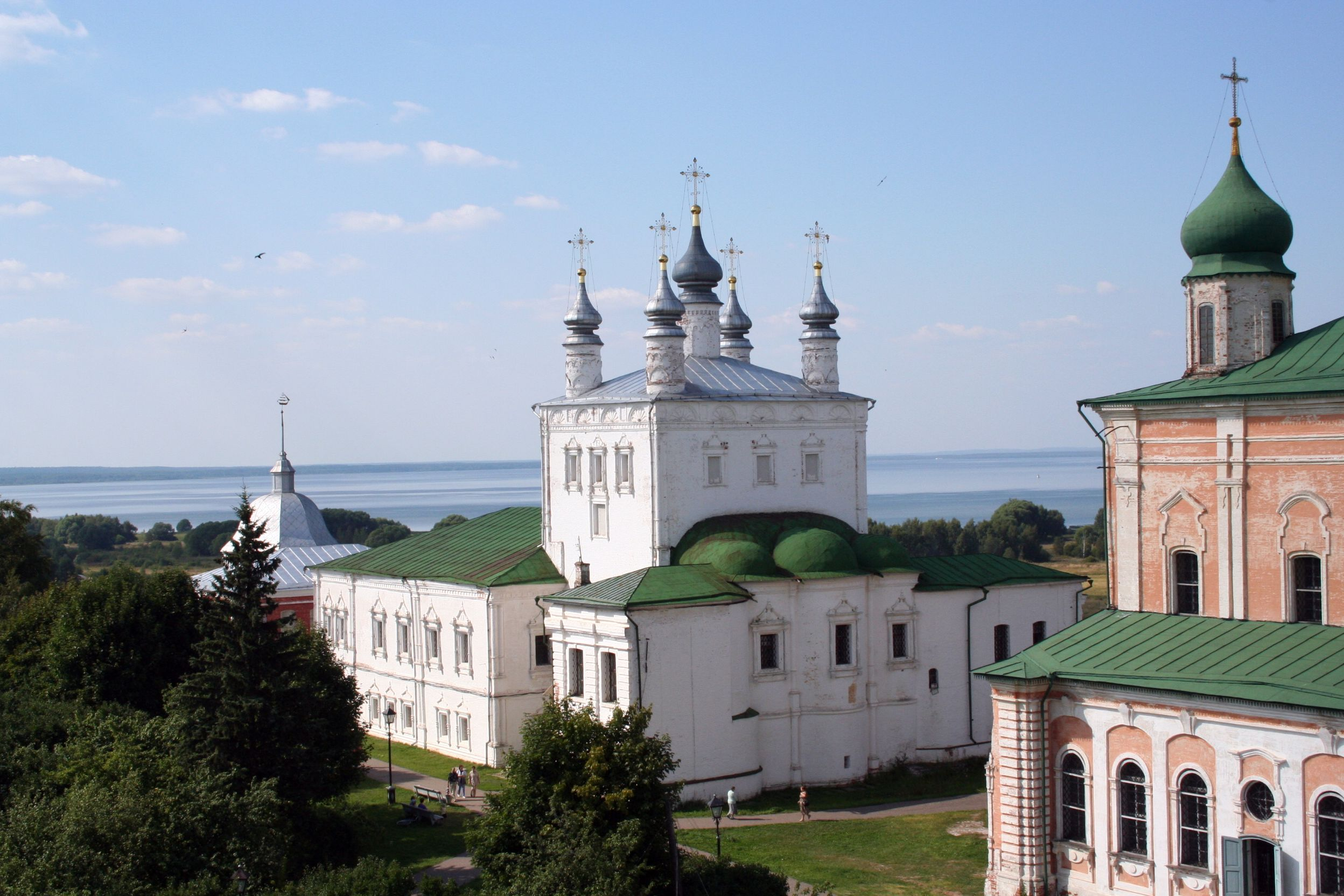
ゴリツキー修道院。背後にはプレシチェーヴォ湖が広がる

ペレスラヴリ・ザレスキーは黄金の環の一つであり、名所名跡が多い。町の中心地域には今もクレムリ跡の土塁が残る。
1152年から1157年にかけて築かれた大理石製の著名な聖堂建築、救世主顕栄大聖堂があるほか、16世紀から19世紀にかけて築かれた聖堂や修道院が数多く残っている。